# Comté de Broadwater
Pour les articles homonymes, voir Broadwater.
Le comté de Broadwater est un des 56 comtés de l’État du Montana, aux États-Unis. En 2010, la population était de 5 612 habitants. Son siège est Townsend. Le comté a été fondé en 1897 et doit son nom à  Charles Arthur Broadwater, homme d'affaires du Montana.

## Géographie

### Géolocalisation
| Comté de Lewis et Clark | Comté de Meagher    |                  |
| Comté de Jefferson      | Comté de Broadwater | Comté de Meagher |
|                         | Comté de Gallatin   |                  |

### Principales villes
- Townsend

## Transport
Les routes principales du comté de Broadwater sont :
- Interstate 90
- U.S. Route 12
- U.S. Route 287
- Montana Highway 2